# Ranunculus batrachioides
Ranunculus batrachioides Pomel – gatunek rośliny z rodziny jaskrowatych (Ranunculaceae Juss.). Występuje naturalnie w Maroku, Algierii, Hiszpanii oraz na włoskiej wyspie Sardynii.

## Rozmieszczenie geograficzne
W Maroku jest znany z ośmiu lokalizacji – dwóch w Atlasie Wysokimm, pięciu w Atlasie Średnim oraz jednej na Wyżynie Szottów w Regionie Wschodnim. W Algierii, jest obecny w trzech miejscach w Atlasie Tellskim. W Hiszpanii jest sygnalizowany w trzech prowincjach w centrum kraju – Ciudad Real, Salamanka oraz Zamora. Na Sardynii gatunek znajduje się tylko w dwóch miejscach.

## Morfologia
KwiatyMają żółtą lub pomarańczową barwę.

## Biologia i ekologia
Jest rośliną jednoroczną. Na Sardynii rośnie na bazaltowym podłożu na wysokości 300 m n.p.m. Rośnie na brzegach rzek i stawów, w regionach górskich. Kwitnie od marca do maja.

## Ochrona
W Czerwonej księdze gatunków zagrożonych został zaliczony do kategorii NT – gatunków bliskich zagrożeniu wyginięcia. Ranunculus batrachioides ma występuje na powierzchni mniejszej niż 400 km², jednak populacje nie są mocno podzielone i stwierdzono go w ponad 10 subpopulacjach. Mimo to jakość jak i zasięg jego występowania mają tendencję spadkową. Głównymi przyczynami tego są rozwój rolnictwa, wypas zwierząt oraz urbanizacja. W związku z tym zaliczono ten gatunek do bliskich zagrożeniu wyginięciem.
Gatunek ten jest uważany za rzadki w Maroku, bardzo rzadki w Algierii, narażony na wyginięcie w Hiszpanii oraz za bardzo rzadki na Sardynii. We Włoszech w przeszłości występował bardziej obficie, ale stał się bardzo rzadki w wyniku odwodnienia w jego środowisku.